# Salomon Neugebauer

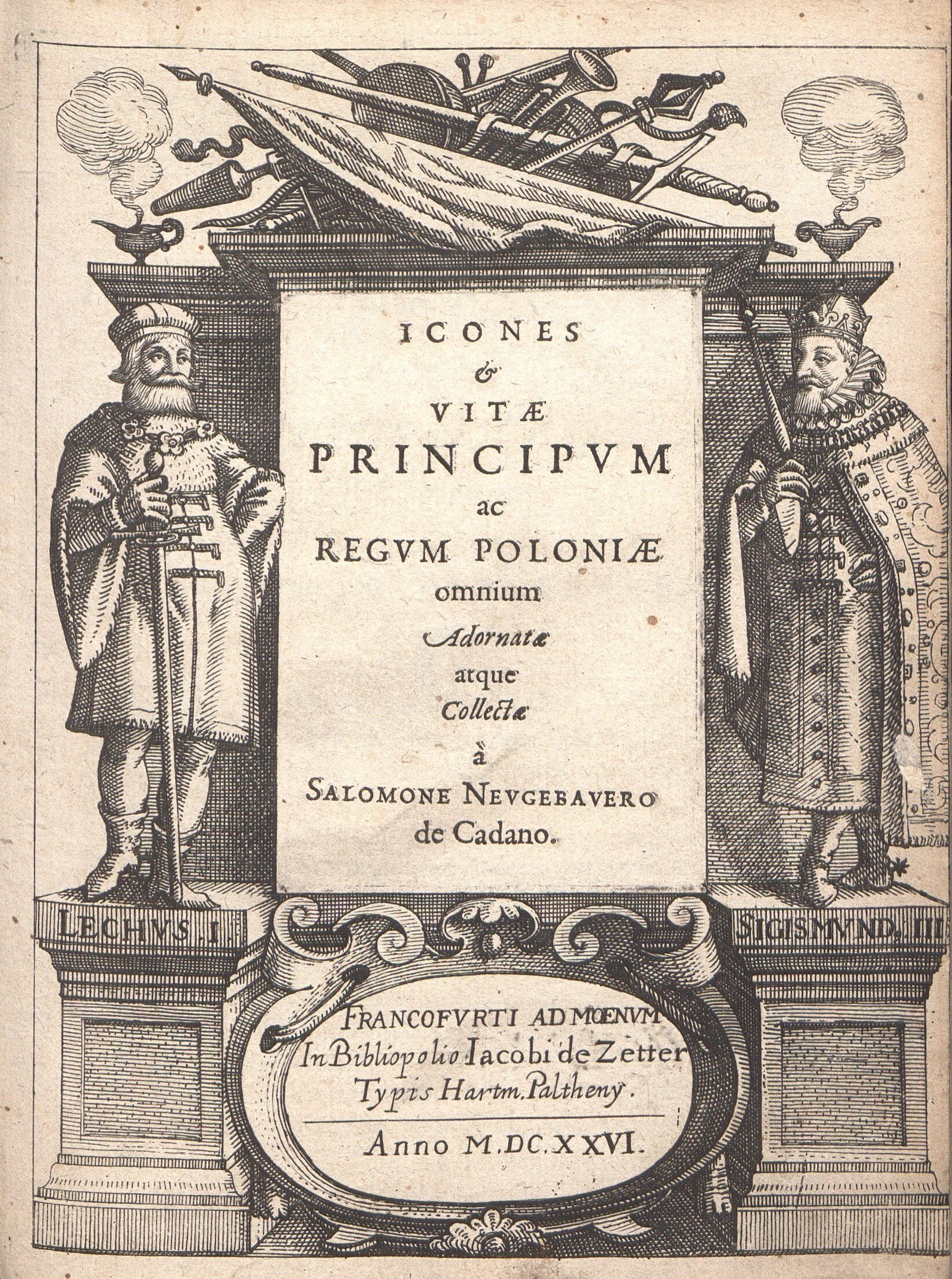
Karta tytułowa "Icones et Vitae Principum ac Regum Poloniae" S. Neugebauera z 1626 r.

Salomon Neugebauer (ur. w XVI w. w Gdańsku, zm. w 1615 (lub później - wg Tworka żył jeszcze w 1620, a wg Romána zmarł ok. 1625)) – polski historyk, nauczyciel i wychowawca młodzieży. 
Urodził się w Gdańsku lub innym mieście Prus Królewskich. Ponieważ Neugebauer często używał przydomka "de Cadano" hiszpański badacz C.G. Román sugeruje, że mógł pochodzić z czeskiego miasta Kadaň, choć znane są też jego przydomki "de Gedano" oraz "Graudentinus". Przypuszcza się, że uczęszczał do gdańskiego gimnazjum. Od 1589 studiował na uniwersytecie we Frankfurcie nad Odrą, kończąc tam naukę uzyskaniem tytułu magistra. Następnie przebywał w Rzeczpospolitej, pracując na dworach magnackich jako nauczyciel i wychowawca pańskich synów. Prawdopodobnie w takim też charakterze, towarzysząc podopiecznym wysłanym na studia, wyjechał w 1596 do Bazylei, gdzie do 1598 r. studiował nauki medyczne na tamtejszym uniwersytecie. Później uczył w szkole w Kocku, skąd znów wyruszył na studia zagraniczne, tym razem jako opiekun Andrzeja Firleja i jego brata Jana. Cała trójka studiowała na uniwersytetach w Heidelbergu od 1601 do 1604, w Bazylei od 1604 do roku następnego, w Genewie (1605) oraz w Orleanie w latach 1606 - 1607. Na tej ostatniej uczelni Neugebauer studiował prawo. Jesienią 1606 wyruszyli z Orleanu w kilkuletnią podróż po Francji (m.in. byli w Paryżu), Niderlandach, Anglii i północnych państwach niemieckich. Po powrocie w 1609 r. do Kocka, Neugebauer do 1611 był rektorem kalwińskiego gimnazjum.
Salomon Neugebauer interesował się dziejami Rzeczpospolitej, a efektem jego studiów nad nimi były książki:
- "Historia rerum Polonicarum" (1611, Frankfurt nad Odrą)
- "Historia rerum Polonicarum… libri decem" (1618, Hanower)
- "Icones et Vitae Principum ac Regum Poloniae" (1620, Frankfurt nad Menem[10], wydanie II w 1626[11])

Ponadto napisał i wydał książkę o Rosji "Moscovia hoc est de origine, situ, regionibus, moribus, religione… commentarius" (1612, Gdańsk) oraz podręcznik o podróżowaniu  "De perigrinatione" (1604, Bazylea).